# Mathieu Lavoie
 (août 2018).
Si vous disposez d'ouvrages ou d'articles de référence ou si vous connaissez des sites web de qualité traitant du thème abordé ici, merci de compléter l'article en donnant les références utiles à sa vérifiabilité et en les liant à la section « Notes et références ».
Pour les articles homonymes, voir Lavoie.
Mathieu Lavoie (né le 8 août 1975 à Montréal, Québec, Canada) est un chanteur québécois.

## Biographie
En 1995, il est lauréat interprète du Festival international de la chanson de Granby.
De 1996 à 1998 il participe à la création du spectacle Quidam du Cirque du Soleil et effectue la tournée d'Amérique du Nord qui totalise plus de 800 représentations.

## Albums
Cirque du Soleil
- Quidam (1998)
- Varekaï (2003)
- Solarium / Tapis Rouge (2005)
- Solarium / Delirium (2005)

Solo
- Avaler le vent (2005)